# Souimanga de Palawan
Aethopyga shelleyi
Espèce
Statut de conservation UICN

 LC  : Préoccupation mineure
Le Souimanga de Palawan (Aethopyga shelleyi) est une espèce de passereaux de la famille des Nectariniidae. 

## Répartition
Cet oiseau est endémique des Philippines et se rencontre sur les îles de Balabac, Busuanga, Culion et Palawan.

## Classification
Le nom valide complet (avec auteur) de ce taxon est Aethopyga shelleyi Sharpe, 1876,.
Ce taxon porte en français le nom vernaculaire ou normalisé suivant : Souimanga de Palawan.

## Publication originale
- (en) R. Bowdler Sharpe, « Prof. Steere's Expedition to the Philippines », Nature, NPG et Springer Science+Business Media, vol. 14, no 353,‎ août 1876, p. 297–298 (ISSN 1476-4687 et 0028-0836, OCLC 01586310, DOI 10.1038/014297A0, lire en ligne).